# Braunsapis protuberans
Braunsapis protuberans är en biart som beskrevs av Reyes 1993. Braunsapis protuberans ingår i släktet Braunsapis och familjen långtungebin. Inga underarter finns listade.

## Bildgalleri

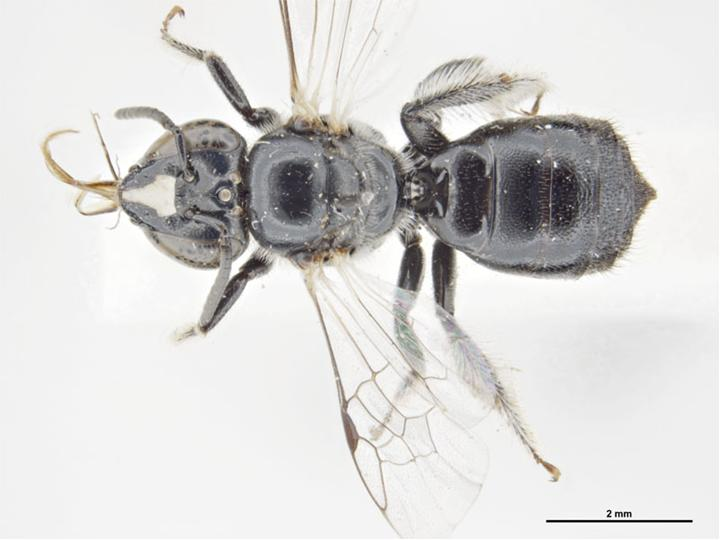